# Sverige-klass
Sverige-klass var en klass av pansarskepp i svenska Kungliga flottan. Klassen bestod av tre fartyg, Sverige, Drottning Victoria och Gustaf V. Det första fartyget i klassen, Sverige, finansierades med pengar från en nationell insamling och levererades 1917, medan de övriga två finansierades med statliga medel och levererades åren 1921 respektive 1922. Fartygen i klassen var de största och tyngst bestyckade pansarskepp som funnits i den svenska marinen. Huvudbestyckningen bestod av två kanontorn med dubbla 28 cm kanoner, och sekundärbestyckningen av åtta 15,2 cm kanoner. Under mellankrigstiden genomfördes flera ombyggnationer av fartygen, och under andra världskriget utgjorde de ryggraden i den svenska flottan. Fartygen utrangerades mellan 1953 och 1957.

## Bakgrund och tillkomst

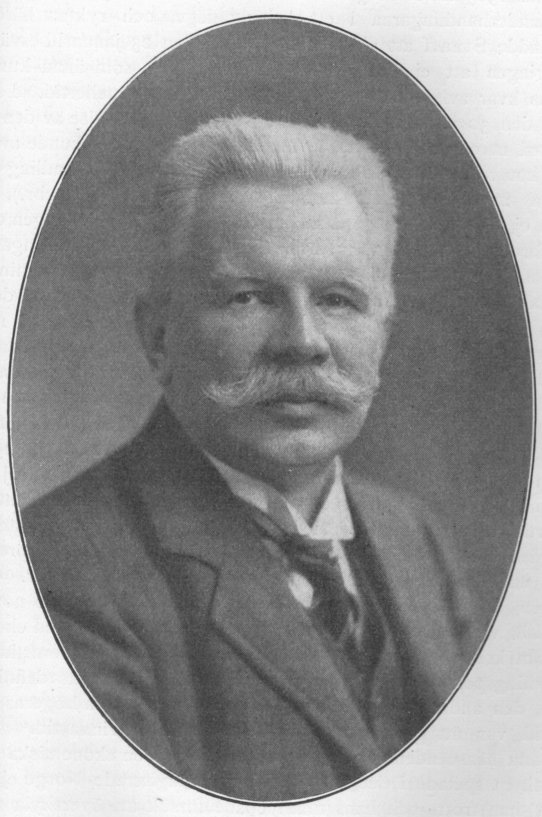
Karl Staaf ledde regeringen som drog in finansieringen av F-båten.

Då frågan om ett nytt pansarskepp togs upp i början av 1900-talet var Oscar II det modernaste och starkaste av de svenska pansarskeppen. Med anledning av Svensk-norska unionens upplösning 1905 ändrades läget väsentligt, då man inte längre kunde räkna med Norge som allierad, utan rentav måste vara beredd på att landet kunde bli en fiende. Man behövde därför fartyg med en större sjöduglighet än tidigare för att kunna operera längre ut på västerhavet. Detta krav kom sedermera att ha mindre inverkan på beslutet, men man behövde trots allt större och kraftigare fartyg för att kunna stå emot Ryssland, som ansågs vara Sveriges huvudfiende. Den 9 januari 1907 angav krigsmaterielsakkunniga följande krav för ett nytt pansarskepp:
- farten bör vara överlägsen den hos befintliga eller projekterade fartyg;
- sjödugligheten bör vara tillräcklig för att ge ett stadigt underlag för kanonerna även i svåra väderleksförhållanden i öppen sjö;
- kanonerna måste ha en effekt som kan jämföras med de kraftigaste kanonerna på utländska slagskepp;
- hela vattenlinjen skall vara skyddad av pansar, vars tjocklek utanför vitala delar är så stor att ett offensivt uppträdande mot utländska pansarkryssare är möjligt;
- torpedbestyckningen bör utgöras av minst 2 stycken 45 cm undervattenstuber;
- flytbarheten bör vara tryggad genom ett rikt utvecklat cellsystem, flera vattentäta skott samt tredubbel botten på vissa ställen;
- propellermaskinerinet bör vara turbinmaskinerier;
- manöverförmågan bör vara jämställd med vår nuvarande pansarkryssares (Fylgia).

| Pansarbåtsförslagen | Pansarbåtsförslagen   | Pansarbåtsförslagen   | Pansarbåtsförslagen                    | Pansarbåtsförslagen | Pansarbåtsförslagen         | Pansarbåtsförslagen         | Pansarbåtsförslagen         | Pansarbåtsförslagen         | Pansarbåtsförslagen         | Pansarbåtsförslagen         | Pansarbåtsförslagen         | Pansarbåtsförslagen |
| Typ                 | Depl. ton             | Fart knop             | Artilleri                              | Torped              | Största pansartjocklek i mm | Största pansartjocklek i mm | Största pansartjocklek i mm | Största pansartjocklek i mm | Största pansartjocklek i mm | Största pansartjocklek i mm | Största pansartjocklek i mm | Kostnad             |
| Typ                 | med normalt kolförråd | med normalt kolförråd | Artilleri                              | Torped              | Vatten- linje               | Cita- dell                  | Pansar- däck                | Strids- torn                | Svårt art.                  | Medelsv. art.               | Lätt art-                   | Kostnad             |
| ------------------- | --------------------- | --------------------- | -------------------------------------- | ------------------- | --------------------------- | --------------------------- | --------------------------- | --------------------------- | --------------------------- | --------------------------- | --------------------------- | ------------------- |
| A                   | 7 500                 | 21                    | 4 st 28 cm 4 st 19,4 cm 11 st 10,5 cm  | 2 st 45 cm          | 200                         | 150                         | 40/30                       | 200                         | 200                         | 150                         | 100                         | 12 547 000          |
| B                   | 7500                  | 23                    | 4 st 28 cm 4 st 19,4 cm 11 st 10,5 cm  | 2 st 45 cm          | 200                         | 150                         | 40/30                       | 200                         | 200                         | 150                         | 100                         | 12 797 000          |
| C                   | 7 500                 | 23                    | 4 st 28 cm 4 st 19,4 cm 11 st 10,5 cm  | 2 st 45 cm          | 150                         | 100                         | 40/30                       | 200                         | 170                         | 150                         | 100                         | 12 771 000          |
| D                   | 4 800                 | 18+                   | 2 st 25,4 cm 4 st 19,4 cm 7 st 10,5 cm | 2 st 45 cm          | 150                         | 100                         | 50/50                       | 175                         | 190                         | 125                         | -                           | 7 796 900           |
| D1                  | 5 600                 | 23                    | 2 st 25,4 cm 4 st 19,4 cm 7 st 10,5 cm | 2 st 45 cm          | 150                         | 100                         | 40/30                       | 175                         | 190                         | 125                         | -                           | 8 619 000           |
| D2                  | 5 720                 | 21                    | 4 st 25,4 cm 10 st 12 cm               | 2 st 45 cm          | 150                         | 100                         | 40/30                       | 175                         | 190                         | 125                         | -                           | 8 921 200           |
| E                   | 5 650                 | 18+                   | 2 st 30,5 cm 8 st 15 cm 10 st 57 mm    | 2 st 45 cm          | 150                         | 100                         | 50/37                       | 175                         | 200                         | 125                         | -                           | 9 195 500           |
| (E0)                | 5 850                 | 20                    | 2 st 30,5 cm 8 st 15 cm 10 st 57 mm    | 2 st 45 cm          | 150                         | 100                         | 50/37                       | 175                         | 200                         | 125                         | -                           | 9 195 500           |
| E1                  | 6 440                 | 23                    | 2 st 30,5 cm 8 st 15 cm 6 st 76 mm     | 2 st 45 cm          | 150                         | 100                         | 50/37                       | 175                         | 200                         | 125                         | -                           | 10 058 500          |
| E2                  | 6 450                 | 21,5                  | 4 st 28 cm 8 st 15 cm 6 st 76 mm       | 2 st 45 cm          | 150                         | 100                         | 50/37                       | 175                         | 200                         | 125                         | -                           | 10 217 400          |
| F                   | 6 800                 | 22,5                  | 4 st 28 cm 8 st 15 cm 6 st 76 mm       | 2 st 45 cm          | 200                         | 100                         | 40/30                       | 175                         | 200                         | 125                         | -                           | 10 886 800          |

Regeringen Lindman I  beslöt att i enlighet med en sakkunnigutredning som presenterades 1910 föreslå byggnad av F-typen. Riksdagen beslöt 1911 efter en häftig debatt att tillstyrka projektering av F-typen samt igångsättande av försök med en 28-cm kanon. Marinförvaltningen lade därefter ut beställning på huvudartilleriet för första fartyget till Bofors AB. 
Regeringen Lindman I efterträddes hösten 1911 av  Regeringen Staaff II , vars parti tidigare varit motståndare till Pansarskeppsbygget. En tidningdebatt uppstod, striden om F-båten. Regeringen tog bakom ryggen på Marinförvaltningen upp frågan med Bofors om ett uppskjutande av kanonbeställningen. Detta resulterade i en anmälan till Konstitutionsutskottet  om ministerstyre. En häftig och indignerad offentlig debatt följde, vilken resulterade i bildandet av den s.k.Svenska pansarbåtsföreningen. Denna lyckades på fyra månader samla in drygt 15 miljoner kronor, vilket räckte för byggnation av ett pansarskepp och dessutom några minsvepare. Sedan Riksdagen lämnat sitt samtycke till att ta emot gåvan från pansarbåtsföreningen och Regeringen den 22 maj 1912 uppdragit åt Marinförvaltningen att snarast starta erforderlig upphandling kunde bygget igångsättas på allvar. Fartyget kunde dock inte levereras förrän mot slutet av  första världskriget. Detta utbröt sommaren 1914, varefter höstriksdagen utan nämnvärd debatt beviljade medel för beställning av de båda systerfartygen.

## Utformning

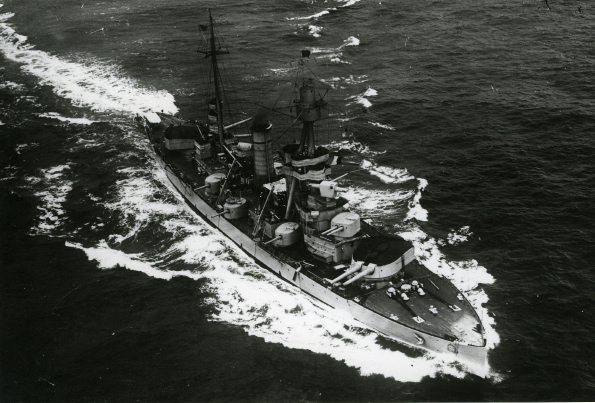
Drottning Victoria

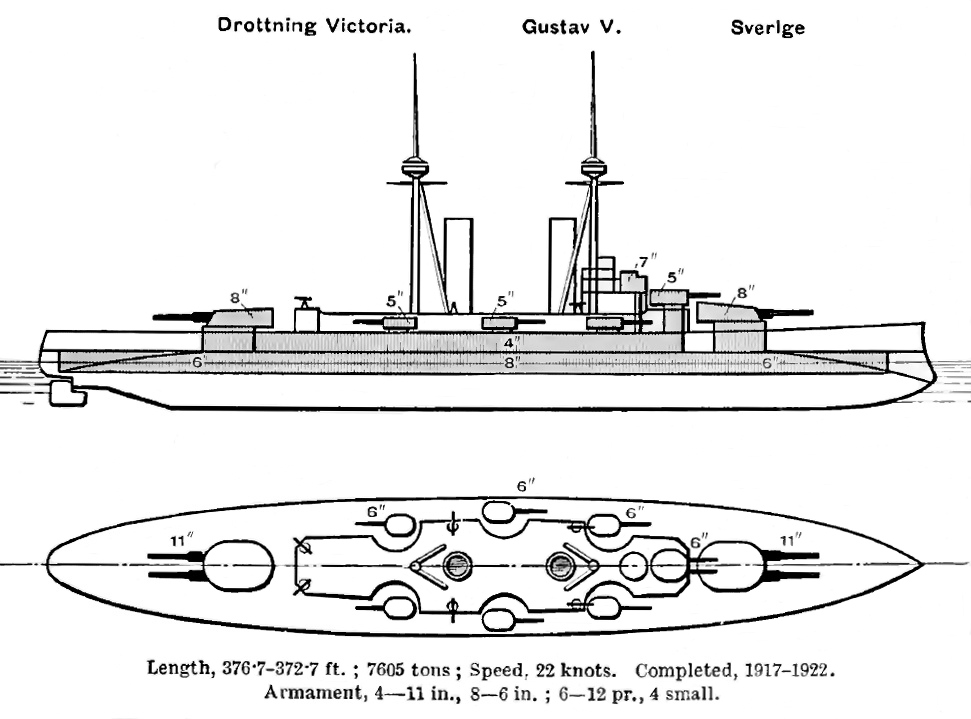
Diagram som visar kanonernas kalibrar och pansarets tjocklek. Mått i tum.

Sverigeklassens fartyg var byggda av nitat stål. Förskeppet på Sverige skiljde sig från de övriga fartygens dels genom att fördäcket hade en rundad övergång till sidorna, och dels att hon var försedd med en rammstäv. Anledningen till att stäven förändrades på de senare byggda fartygen var att man avsåg att kunna använda dessa för isbrytning. Denna skillnad gjorde även att fartygen blev något längre än Sverige, 120,9 meter, mot Sveriges 119,72 meter.

### Skrov
Fartygens skrov skiljde sig inte i stora drag mot tidigare svenska pansarskepp, utan i stora drag var skrovet likt Oscar II:s. En skillnad var dock fartygens stora eldkraft i förhållande till tidigare fartyg, vilken gjorde det nödvändigt att förstärka skrovet. Dessutom nitades skrovet med överlappande plåtar, istället för med strimlor som på tidigare fartyg. Skrovet utgjorde 26 procent av fartygets totala vikt. Vattenlinjepansaret var 200 mm tjockt och satt skruvat mot bordläggningen med ett lager av trä som mellanlägg. Pansardäcket bestod av två lager stål, ett av fartygsplåt och ett av nickelstål, vilka bultades samman. Den totala tjockleken hos dessa uppgick till 70 mm. På grund av kraven på hög fart var undervattenskroppen mycket slank, varför man inte hade möjlighet att utrusta skroven med någon bepansring under vattenlinjen. De saknade därmed skydd mot torpeder och minor, och man förlitade sig i stället på vattentäta tvärskeppsskott samt 13 vattentäta avdelningar, som skulle begränsa skadorna vid en träff under vattenlinjen.

### Inredning
Enligt byggnadsspecifikationen för Sverige uppgick förläggningskapaciteten till följande: 
- 26 officerare
- 22 däcksunderofficerare
- 10 maskinunderofficerare
- 21 däcksunderofficerskorpraler
- 14 maskinunderofficerskorpraler
- 258 däcksmatroser, ekonomister och hantverkare
- 92 eldare
- Totalt 443 man

Då Sverige byggdes som flaggskepp försågs hon med inredning för Chefen för kustflottan och dennes stab, vilka utgör knappt tio av de ovanstående officerarna. Drottning Victoria och Gustaf V fick istället två mässar med plats för 22 kadetter och ingenjörselever.
Inredningen i Sverige-klassen var till stor del utformad likt tidigare pansarskeppsklasser. De äldre officerarna och underofficerarna förlades i egna hytter, medan yngre officerare sov i dubbelhytter och yngre underofficerare i mässar med 4-6 man i varje. Manskapets förläggning låg på trossbottnarna och bestod av hängkojer. För officerare och underofficerare fanns badrum, och för manskapet fanns tvättrum. Sverige-skeppen var de första svenska krigsskepp som var utrustade med bastu, och även de första svenska pansarskepp med kylrum för provianten. Dessutom hade man för första gången en speciellt avdelad artillericentral. Sjukvårdsinredningen utgjordes av en sjukhytt med åtta sängar belägen midskepps, och ett operationsrum i förskeppet. På trossdäck fanns även en radiohytt.

## Maskineri

### Framdrivningsmaskineri

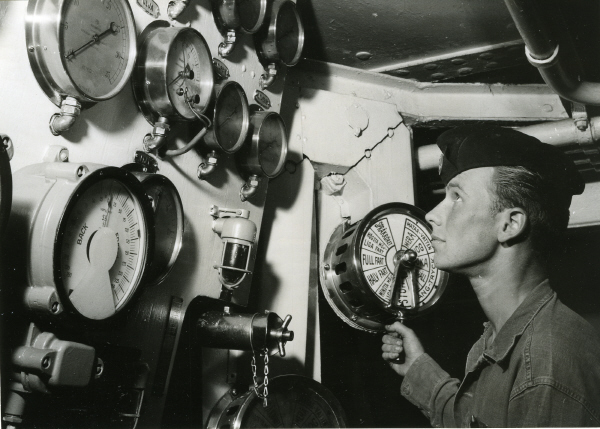
Maskintelegrafen på Drottning Victoria.

Samtliga svenska pansarskepp hade till och med utvecklingen av F-båten drivits av kolvångmaskiner. 1894 hade engelsmannen Charles Algernon Parsons emellertid utvecklat ångturbinen, och 1910 blev jagaren Hugin det första svenska fartyg att utrustas med turbinmaskineri.  Då man även avsåg att använda ångturbiner i F-båten, ställdes man inför en ganska invecklad fråga. Jagarnas turbiner var nämligen direktkopplade till propelleraxlarna, vilket medförde att propellrarna roterade med en hastighet av 800 varv per minut. På större, mer långsamtgående, fartyg är det emellertid önskvärt att ha en betydligt lägre hastighet på propellrarna, men ångturbinen kräver på grund av sin konstruktion ett mycket högre varvtal än det som var idealt för propellrarna. När F-båten utvecklades hade försök börjat genomföras utomlands med reduktionsväxlar mellan turbiner och propellrar, som tillåter dessa att arbeta vid olika varvtal, men detta ansågs alltför obeprövat för att användas i pansarskeppet.  Det slutgiltiga arrangemanget blev därmed två Curtis-turbinaggregat på 20 000 hästkrafter, som direktkopplades till fyra propelleraxlar. Båda turbinaggregaten omfattade en högtrycks- och en lågtrycksturbin, som båda arbetade med varvtalet 430 rpm.  Lågtrycksturbinen, som även hade en inbyggd backturbin, kopplades till den inre axeln, och högtryckturbinen direktkopplades till den yttre axeln. 
Vid tiden för projekteringen av F-båtens efterföljare, Drottning Victoria och Gustaf V, ansåg man att det fanns tillräckligt bedömningsunderlag för att utrusta dessa med reduktionsväxlar för propelleraxlarna.  Dessa hade utväxlingsförhållandet 17,23, vilket medgav att propellrarna kunde köras med varvtalet 200 rpm och ågturbinerna med cirka 3 450 rpm. Därigenom kunde turbinernas dimernsioner minskas, och man fick en betydligt bättre bränsleekonomi, och propellrarnas dimensioner kunde ökas, vilket innebar att endast två propellrar behövdes. Med detta maskineri kunde även effekten ökas till 22 000 hästkrafter. 

### Hjälpmaskineri
Det elektriska systemet i Sverige-skeppen var förhållandevis stort för sin tid. Två elverk fanns ombord, ett i förskeppet bestående av två dieseldrivna generatorer om 88 kW styck, och ett i akterskeppet bestående av två ångturbindrivna generatorer om 100 kW styck. Fartygen var de första i den svenska flottan att utrustas med dieseldrivna generatorer, vilka gjorde att man slapp hålla en av huvudpannorna igång under stillaliggande. Då man ändå behövde ånga till bland annat uppvärmning och matlagning, installerades en mindre ångpanna ombord. Alla däcksmaskiner, såsom ankarspel, dävertar, artilleriets hjälpmaskiner och ammunitionshissar var elektriskt drivna. Endast styrmaskineriet var ångdrivet, vilket, till skillnad från i tidigare fartyg, inte var placerat rakt över rodren, utan istället en bit för om dessa.

## Bestyckning

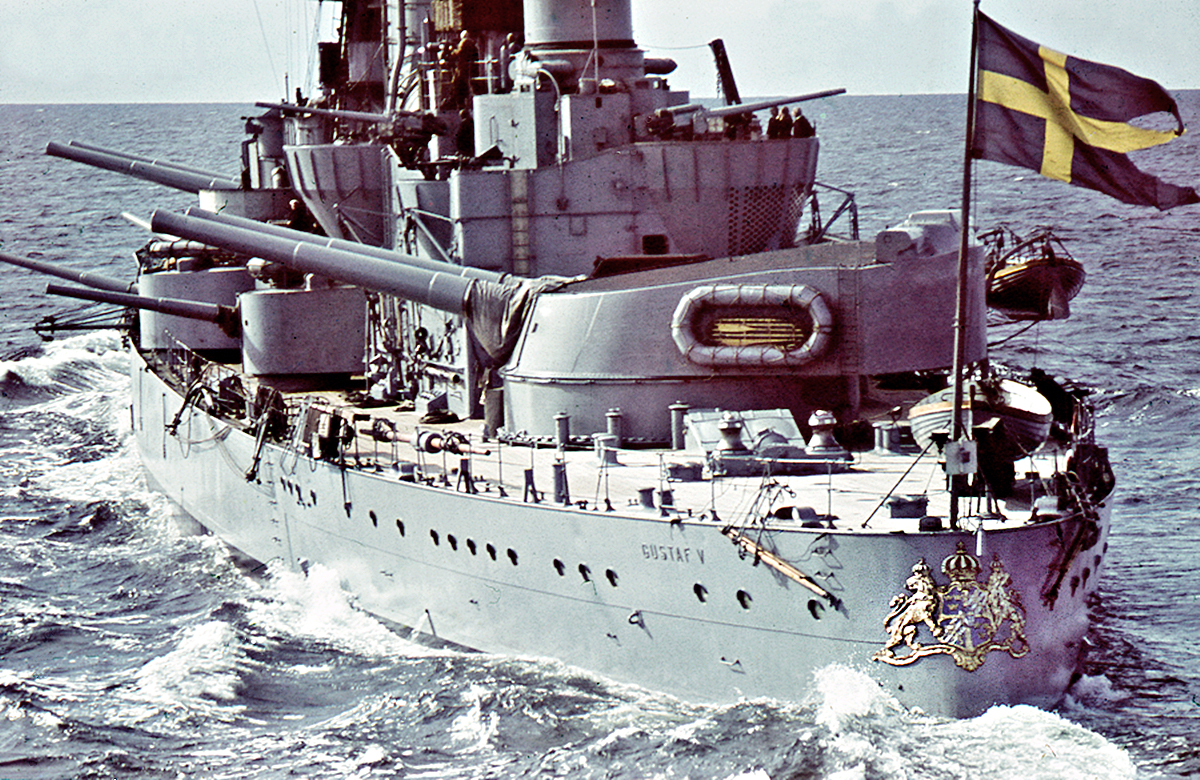
Gustaf V redo att avlossa en bredsida

Vid planerandet av Sverige-klassen var det artillerifartygen som utgjorde de dominerande stridskrafterna till sjöss. 

### Huvudbeväpning
Då flottans artilleriexperter åren 1907-1909 planerade bestyckningen för fartygen, bedömde man att en kaliber på 28 centimeter var den minsta som kunde orsaka allvarlig skada på de största utländska fartygen, och att fyra kanoner var det minsta antal som kunde anses lämpligt. Bland förslagen för nya pansarbåtar fanns även tre förslag med 30,5 cm kanoner. Dessas stora vikt skulle dock innebära fartygen endast skulle kunna få två kanoner, och kravet på minst fyra kanoner begränsade därmed kalibern till 28 centimeter.
Huvudbestyckningen på fartygen blev sålunda fyra stycken 28 cm kanoner m/12 som placerades i två dubbeltorn. Dessa stod en i fören och en i aktern, och vart och ett av tornen vägde 413 ton. Kanonen konstruerades av AB Bofors, och efter flera olika förslag blev dess slutliga data: kaliber 28,3 cm, längd 45 kaliber, utgångshastighet 860 m/s, projektilvikt 305 kg, skottvidd vid 18 graders elevation 19 600 meter. När alla fyra kanoner avfyrades samtidigt gav de upphov till ett rekyltryck av 1 040 ton.. Den maximala rikthastigheten var 5 grader per sekund i höjd och fyra grader per sekund i sidled. På 1930-talet infördes en ny typ av projektiler, så kallade långspetsprojektiler, vilket ökade skottvidden till cirka 25 000 meter. Då detta skedde ändrades även langningsanordningarna för projektilerna, men i övrigt gjordes inga större förändringar av huvudbeväpningen under fartygens livstid.

### Sekundärbeväpning
Sekundärbeväpningen utgjordes av åtta stycken 15,2 cm kanoner m/12 som var placerade i ett dubbeltorn i fören och tre enkeltorn på vardera långsidan. Datan för dessa kanoner var följande: kaliber 15,2 cm, längd 50 kaliber, utgångshastighet 850 m/s projektilvikt 45,4 kg samt skottvid vid 15 graders elevation 16 000 meter. Kanonerna riktades för hand, med undantag för dubbeltornets sidriktning, som skedde med hjälp av elkraft. Långspetsprojektilerna som infördes på 1930-talet utökade skottvidden till cirka 19 000 meter, och medförde även att vissa ändringar behövde göras i ammunitionshissarna. Då luftvärn med tiden blev alltmer viktigt för fartygen kom delar av det medelsvåra artilleriet att bytas ut mot luftvärnskanoner. På Sverige och Drottning Victoria byttes två av enkellavettagen ut, och på Gustaf V ersattes dubbellavettaget.

### Luftvärn

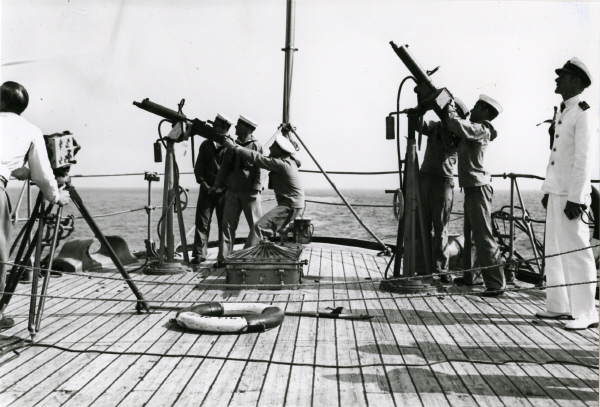
Tidigt luftvärn med kulsprutor på Drottning Victorias akterdäck.

Från början var fartygen bestyckade med fyra stycken 75 mm kanoner m/15, som utgjorde det lätta artilleriet. Dessa togs emellertid bort kring 1930, då flygets utveckling gjort luftvärnsbestyckning mycket mera önskvärt. Då luftvärnskanoner vid denna tid ännu befann sig i sin barndom, tog det många år med många olika försök med olika lösningar innan man lyckats bestycka fartygen med ett fullgott luftvärn. 1948 bestod fartygens luftvärn av fyra 75 mm kanoner i två dubbellavetage, sex 40 mm kanoner i tre dubbellavetage, fyra 25 mm kanoner i två dubbellavetage, tre 20 mm kanoner i enkellavetage och två dubbla 8 mm kulsprutor.

### Torpeder
När sverigeklassen projekterades beslutade man att fartygen skulle utrustas med torpeder. Två stycken undervattenstuber för 45 cm torpeder fanns därför från början i ett utrymme i förskeppet. Ett problem med detta utrymme var dock att det var mycket oskyddat, vilket innebar en allvarlig konstruktionsmässig svaghet, då det lätt kunde vattenfyllas vid en skada. Torpedbestyckningen skulle heller aldrig komma att få någon större betydelse, och togs därför bort redan under 1920-talet. Utrymmet kom därefter att byggas om till artillericentral.

## Moderniseringar
| Sverige, till vänster före den första moderniseringen och till höger efter den sista. |  | Sverige, till vänster före den första moderniseringen och till höger efter den sista. |
| Sverige, till vänster före den första moderniseringen och till höger efter den sista. |  |                                                                                       |

På grund av krigsmaterielens utveckling under fartygens livslängd, var det nödvändigt för dem att fortgående genomgå olika moderniseringar. Den första större förändringen genomfördes på 1920-talet, då fartygen utrustades med centralsikte och avståndsmätare i en ny märs. För att bära upp denna byggdes en kraftig tripodmast som ersatte den ursprungliga förliga masten, och den aktra masten kortades. På grund av problem med att rök från den förliga skorstenen omsvepte märsen, och därmed begränsade sikten, kröktes Sveriges skorsten akterut och Gustaf V:s skorstenar byggdes samman. Drottning Victorias skorsten kröktes aldrig utan fick bara en huv som ledde avgaserna akterut. Denna förändring gjorde att varje fartyg kom att få ett unikt utseende.
På 1930-talet installerades oljeeldade pannor, på Sverige togs samtliga koleldade pannor bort och på de övriga två byttes hälften av pannorna ut mot oljeeldade. Kolboxarna byggdes då också om till oljetankar, och då oljeförråden krävde mindre utrymme än kolförråden kunde man även bygga in fler mässar.

## Klassens fartyg
Klassen omfattade tre fartyg:
- Sverige sjösattes den 3 maj 1915 och levererades till marinen den 15 maj 1917. Hon utrangerades den 30 januari 1953 och såldes 1958 för skrotning i Karlskrona.
- Drottning Victoria sjösattes den 15 september 1917 och levererades till marinen den 5 december 1921. Hon utrangerades den 1 april 1957 och såldes 1959 för skrotning i Karlskrona.
- Gustaf V sjösattes den 31 januari 1918 och levererades till marinen den 9 januari 1922. Hon utrangerades den 1 april 1957 och förlades då till Berga örlogsskolor som förtöjningspir. 1970 såldes hon för skrotning i Göteborg.

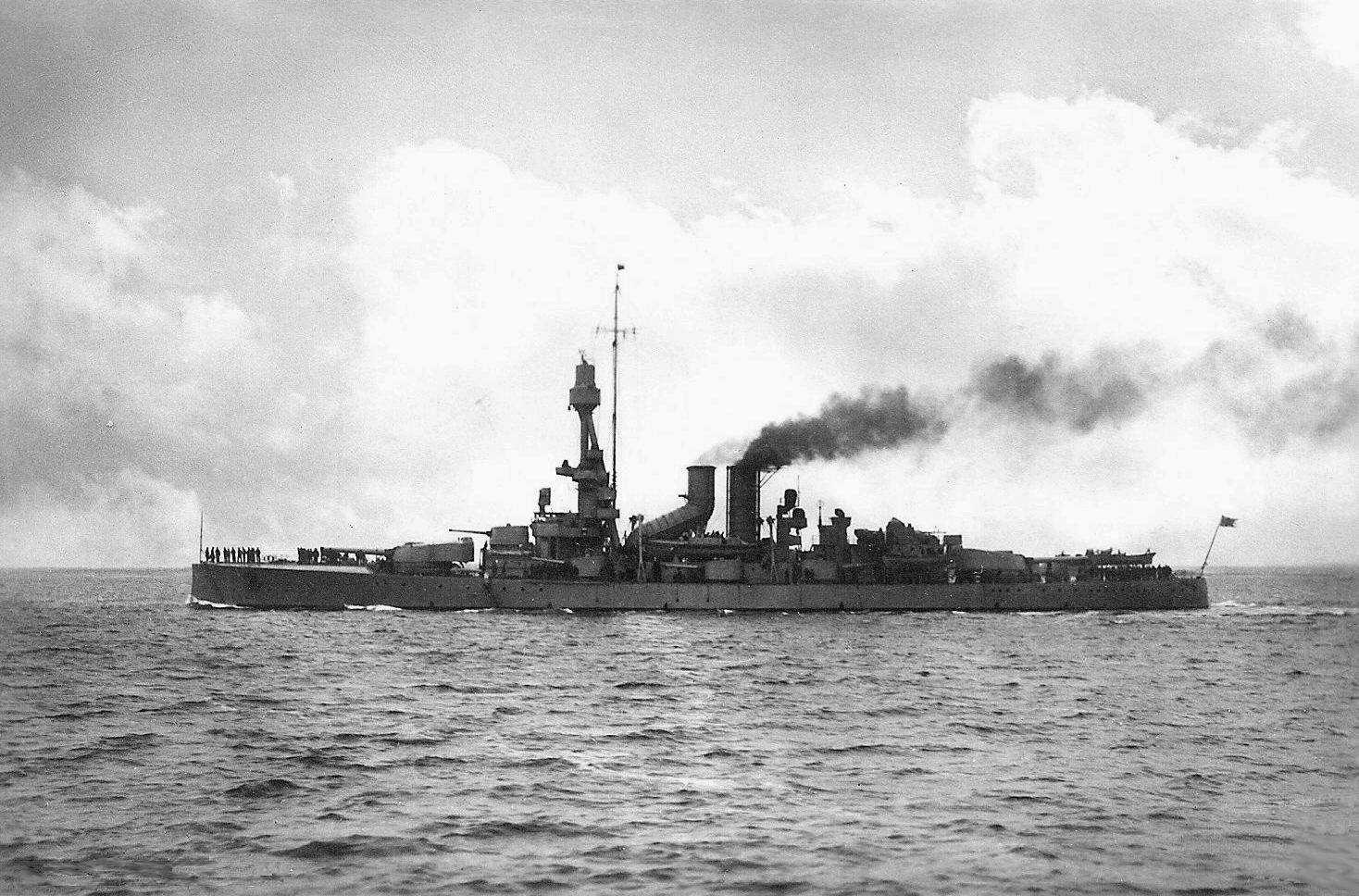
Sverige efter att den förliga skorstenen krökts akterut
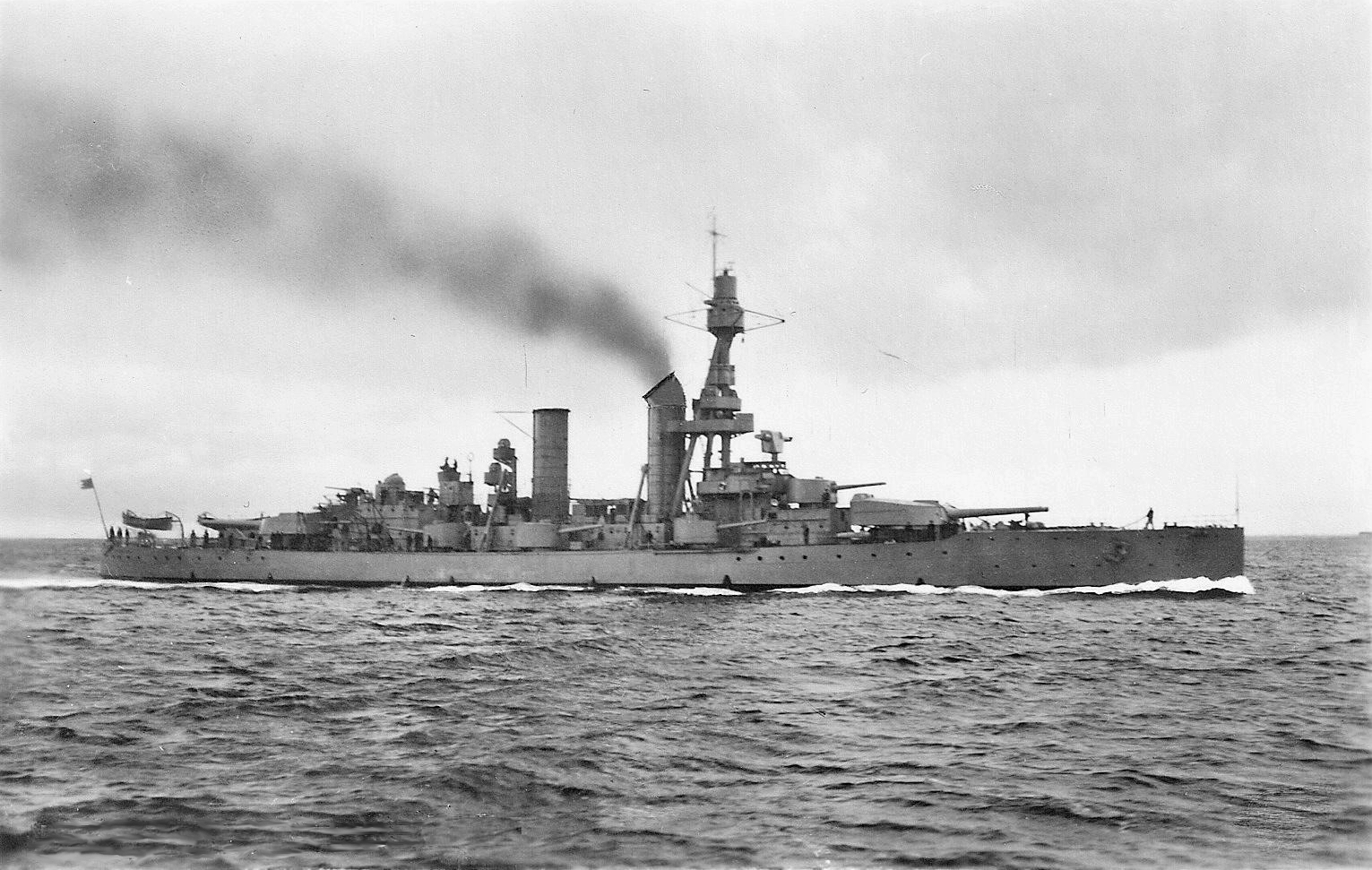
Drottning Victoria
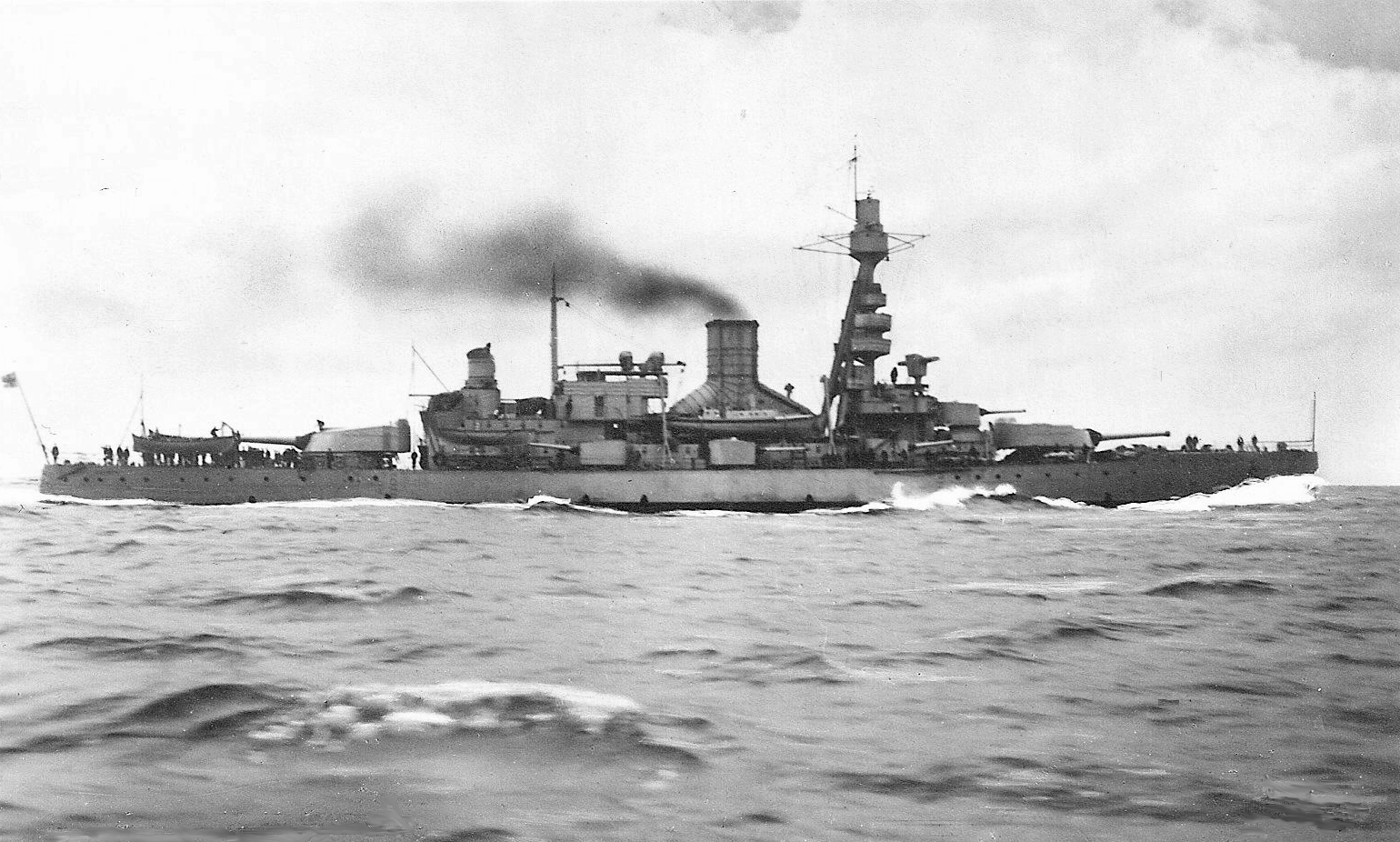
Gustaf V efter att skorstenarna byggts samman